# Хавана (Флорида)
Хавана (енгл. Havana) град је у америчкој савезној држави Флорида. По попису становништва из 2010. у њему је живело 1.754 становника.

## Демографија
Према попису становништва из 2010. у граду је живело 1.754 становника, што је 41 (2,4%) становника више него 2000. године.
| Група             | 2000.       | 2010.       |
| Белци             | 710 (41,4%) | 775 (44,2%) |
| Афроамериканци    | 972 (56,7%) | 940 (53,6%) |
| Азијати           | 1 (0,1%)    | 8 (0,5%)    |
| Хиспаноамериканци | 21 (1,2%)   | 24 (1,4%)   |
| Укупно            | 1.713       | 1.754       |